# International Accounting Standards Board
Le Bureau international des normes comptables, plus connu sous son nom anglais de International Accounting Standards Board (IASB), est l'organisme international chargé de l'élaboration des normes comptables internationales IAS/IFRS. Il remplace, depuis 2001, l’International Accounting Standards Committee.

## Histoire
En 1973, a lieu la création de l’International Accounting Standards Committee (Comité des normes comptables internationales) à Londres, à l'initiative du britannique Sir Henry Benson qui en devient son premier président élu.
La publication de deux premières normes date de 1975, l’une concerne la publication des méthodes comptables (I.A.S. 1), l’autre portant sur la valorisation et la présentation des stocks selon la méthode des coûts historiques (I.A.S. 2).
En 1982, l’I.A.S.C. devient le normalisateur comptable international. En 1989, l'I.A.S.C. publie son cadre conceptuel pour la préparation et la présentation des états financiers. Il décrit l’esprit des normes, fixe les objectifs des états financiers et définit la comptabilisation des normes. En 1990, la Commission européenne occupe un siège d'observateur au sein du conseil de l'I.A.S.C. En 1999, la Commission européenne souligne que les I.A.S. sont compatibles avec les directives de l’Union. La Commission prévoit un plan d’action favorisant l’application des normes internationales en 2005.
En 1995, l'Organisation Internationale des Commissions de Valeurs mobilières (O.I.C.V.-I.O.S.C.O.) s'engage, sous certaines conditions, à recommander aux régulateurs nationaux d’accepter des états financiers présentés selon les normes comptables internationales pour les émissions sur les marchés financiers.
En 2001, L’I.A.S.C. disparaît au profit de l’I.A.S.B. qui est désormais dirigée par la Fondation I.F.R.S.
2002 voit la publication au Journal Officiel des Communautés Européennes (J.O.C.E.) du 11 septembre 2002 du règlement CE n°. 1606/2002 dit « I.F.R.S. 2005 ». Les sociétés cotées sur un marché réglementé de l’U.E. et publiant des comptes consolidés devront respecter les normes internationales. L’année suivante, la Commission européenne publie le règlement CE n°. 1725/2003 qui adopte la quasi-totalité des normes publiées par l’I.A.S.B. (I.A.S. 1 à I.A.S. 41), à l’exception de l'I.A.S. 32 et de l'I.A.S. 39.
En 2006, l'I.A.S.B. et le F.A.S.B. (normalisateur américain) réaffirment leur engagement visant à améliorer la cohérence, la comparabilité et l'efficacité des marchés mondiaux, en développant des normes comptables communes de haute qualité. De plus, l'I.A.S.B. a préparé un exposé-sondage portant sur une norme internationale d'information financière pour les petites et moyennes entreprises (P.M.E.).

## Rôles
L’I.A.S.B. est un organisme privé dont le siège est à Londres. Cette structure est sous la tutelle de l’I.A.S.C.F. (International Accounting Standards Committee Foundation) créé en février 2001, sous la forme d'une entité à but non lucratif enregistrée dans l'État du Delaware aux États-Unis. L'I.A.S.C.F. est composée de vingt-deux membres appelés trustees qui ont pour fonction d'assurer la direction de l’I.A.S.B. ainsi que des entités qui lui sont associées.
Créé en 1973 par les instituts comptables de dix pays (Australie, Canada, France, Allemagne, Japon, Mexique, Pays-Bas, Royaume-Uni, Irlande et États-Unis), l'I.A.S.B. qui est le successeur de l’I.A.S.C. (International Accounting Standards Committee) depuis 2001 a pour principaux buts :
- d'élaborer et de publier des normes comptables internationales pour la présentation des états financiers ;
- de promouvoir leur utilisation au niveau mondial ;
- de publier des interprétations qui sont développées par l'International Financial Reporting Standards Interpretations Committee - I.F.R.I.C.

Depuis le 1er avril 2001, les normes édictées par cet organisme se nomment International Financial Reporting Standards ou I.F.R.S. Celles qui ont été élaborées avant cette date restent intitulées International Accounting Standards ou I.A.S. Les normes et interprétations sont publiées après un processus complexe et long (due process) dont l’une des étapes est l’exposé-sondage (exposure draft) qui propose au public professionnel d’apporter des commentaires au projet. Avant leur publication, les normes doivent être approuvées par huit des quinze membres de l’I.A.S.B. (depuis la révision de la Constitution en juin 2005).

## Structure
L'IASB comporte un organe de surveillance sous forme de fondation appelé IFRS Foundation.
Le SAC (Standard Advisory Council) est composé de 50 membres et a pour objectif de fournir un forum à différentes organisations et personnes qui s'intéressent à l'information financière et qui souhaitent s'exprimer dans le cadre du processus de normalisation.
L'IFRIC (International Financial Reporting Standards Interpretations Committee) est le comité d'interprétation de l'IASB, antérieurement dénommé SIC (Standing Interpretations Committee). Le rôle de l'IFRIC consiste à fournir des commentaires sur les questions de reporting financier qui n'ont pas été spécifiquement traitées dans les normes IAS/IFRS.

## Légitimité
L'IASB est un organisme privé de normalisation comptable, fondation de droit américain. Sa légitimité pour édicter des normes pour toute l'industrie européenne est contestée,,. Indépendant il n'a de compte à rendre à personne  sinon aux fondations qui le financent et où l'on retrouve les plus grands établissements financiers et les principaux cabinets d'audit de la planète.